# Philadelphia (Mississippi)
Philadelphia is een plaats (city) in de Amerikaanse staat Mississippi, en valt bestuurlijk gezien onder Neshoba County.

## Demografie
Bij de volkstelling in 2000 werd het aantal inwoners vastgesteld op 7303.
In 2006 is het aantal inwoners door het United States Census Bureau geschat op 7705, een stijging van 402 (5,5%). In 2016 werd het aantal geschat op 7361.

## Geografie
Volgens het United States Census Bureau beslaat de plaats een oppervlakte van
27,5 km², geheel bestaande uit land. Philadelphia ligt op ongeveer 129 m boven zeeniveau.

## Plaatsen in de nabije omgeving
De onderstaande figuur toont nabijgelegen plaatsen in een straal van 28 km rond Philadelphia.

## Geboren
- Otis Rush (1935-2018), bluesgitarist en zanger
- Billy Cannon (1937-2018), Americanfootballspeler